# Fædrelandet
Fædrelandet (dänisch für: „das Vaterland“) war 1834–1882 eine nationalliberale Tageszeitung in Dänemark.
Einer der Mitbegründer und Herausgeber war der Professor für Staatsökonomie Christian Nathan David (1793–1874). Die Zeitung richtete sich an eine Elite und war in akademischem Stil mit wenig Nachrichtenwert gehalten.
David wurde 1834 nach der „Druckfreiheitsverordnung“ (Trykkefrihedsforordningen) angeklagt, nachdem der Jurist Orla Lehmann (1810–1870) auf der ersten Seite die 1831 eingeführten Ständeversammlungen als „ersten Schritt zur Volksherrschaft“ bezeichnete. In der Folge wurde David jedoch freigesprochen. Ein anderer bekannter politischer Redakteur war D. G. Monrad, der Schöpfer des dänischen Grundgesetzes und spätere Premierminister.
Fædrelandet wurde in den 1840ern die meinungsbildende Zeitung im Kampf um eine freie Verfassung und für die Eiderpolitik der Bewegung De Nationalliberale.
Nachdem das Grundgesetz Dänemarks 1849 Realität wurde, hielt die Zeitung an ihrem nationalliberalen Standpunkt fest, übernahm aber u. a. unter Carl Ploug (1813–1894) immer mehr eine systemerhaltende Rolle. Ploug war ab 1841 über 40 Jahre Redakteur. Er war es, der das Format des Leitartikels in der dänischen Presse einführte.
In Georg Brandes’ Fabel „Die Geschichte des kleinen Rotkäppchens“ (Historien om den lille Rødhætte) wird über die Zeitung als „Oppositionspresse“ polemisiert, die ein Blatt geworden sei, die wie ein Wolf in Gestalt des Rotkäppchens die neuen Freiheitsgedanken überfalle.

## Quelle
- avisnet.dk (dänisch)